# 杜元穎
杜 元穎（と げんえい、769年 - 833年）は、唐代の官僚・政治家。本貫は京兆府万年県。

## 経歴
大理寺正の杜佐の子として生まれた。安吉郡公杜淹（萊国公杜如晦の叔父）の次男の杜敬同の玄孫にあたる。貞元末年、進士に及第し、節度使の部下を歴任した。元和年間、左拾遺・右補闕となり、翰林学士をつとめた。筆書が敏速で、憲宗に称賛された。呉元済の乱が鎮圧されると、元穎は詔を清書した勤労により、緋魚袋を賜った。司勲員外郎に転じ、知制誥となった。元和15年（820年）、穆宗が即位すると、元穎は思政殿に召し出されて奉答し、金印と紫綬を賜り、中書舎人に抜擢された。この年の冬、戸部侍郎・翰林学士承旨に任じられた。長慶元年（821年）3月、本官のまま同中書門下平章事（宰相）となり、上柱国を加えられ、建安県男に封じられた。
長慶3年（823年）冬、元穎は同中書門下平章事を兼ねたまま剣南西川節度使として出向することとなり、穆宗が安福門で送別のはなむけをおこなった。長慶4年（824年）、敬宗が即位すると、元穎は童心旺盛な敬宗のために成都府の珍しい玩具を送って、恩寵を固めた。元穎は職人に過重な工役を課し、軍人の食事や給与を削ったので、軍民に憎まれた。大和3年（829年）、南詔が戎州・巂州などを攻め落とし、成都府を襲撃した。南詔の兵が城下にやってきても、防備らしいものはなく、元穎は側近を率いて牙城を固めるだけであった。南詔の兵は成都府の玉帛や子女や職人道具を略奪して去った。このとき南詔は三道に分かれて来攻したが、唐軍が撃退できたのは東道の梓州の郭釗のみであった。剣南の数万の士女が南詔の兵に大渡河に追い込まれて、1000人あまりが水死する惨事も起こった。監軍小使の張士謙がやってくると、元穎の罪が言上され、元穎は邵州刺史として出され、さらに循州司馬に左遷された。大和6年12月（833年1月）、配所で死去した。湖州刺史の位を追贈された。
杜元穎の弟の杜元絳が太子賓客となった。杜元絳の子の杜審権がまた宰相となった。

## 伝記資料
- 『旧唐書』巻163 列伝第113
- 『新唐書』巻96 列伝第21